# Linia życia (film 2017)
Linia życia (ang. Flatliners) – amerykański film fantastycznonaukowy z gatunku horror z 2017 roku w reżyserii Nielsa Ardena Opleva, wyprodukowany przez wytwórnię Sony Pictures. Remake filmu z 1990 roku pod tym samym tytułem. Główne role w filmie zagrali Elliot Page, Diego Luna, Nina Dobrev, James Norton i Kiersey Clemons.

## Fabuła
Pięcioro studentów medycyny postanawiają dowiedzieć się, co znajduje się tuż za granicą życia i biorą udział w niebezpiecznym eksperymencie. Dzięki czasowemu zatrzymywaniu akcji serca doświadczają stanów bliskich śmierci. Coraz bardziej ryzykowne badania zmuszają ich do skonfrontowania się z grzechami przeszłości oraz konsekwencjami wtargnięcia na drugą stronę.

## Obsada
- Elliot Page jako doktor Courtney Holmes
- Diego Luna jako Ray
- Nina Dobrev jako Marlo
- James Norton jako Jamie
- Kiersey Clemons jako Sophia
- Beau Mirchoff[6] jako Brad[7]
- Charlotte McKinney jako dziewczyna na rowerze
- Kiefer Sutherland jako Dr Barry Wolfson
- Madison Brydges jako Tessa
- Jacob Soley jako Alex
- Anna Arden jako Alicia
- Miguel Anthony jako Cyrus Gudgeon
- Jenny Raven jako Irina Wong
- Beau Mirchoff jako Brad Mauser

i inni.

## Produkcja
Zdjęcia do filmu kręcono w Toronto, Oakville i Cambridge w Kanadzie, natomiast okres zdjęciowy trwał od lipca do 7 września 2016 roku.

## Odbiór

### Box office
Z dniem 1 października 2017 roku film Linia życia zarobił łącznie $6,7 milionów dolarów w Stanach Zjednoczonych i Kanadzie, a $3,1 milionów w pozostałych państwach; łącznie $9,8 milionów, w stosunku do budżetu produkcyjnego $19 milionów.

### Krytyka w mediach
Film Linia życia spotkał się z negatywnymi recenzjami krytyków. Agregujący recenzje filmowe serwis Rotten Tomatoes, w oparciu o czterdzieści omówień, okazał obrazowi 2-procentowe wsparcie (średnia ocena wyniosła 3,6 na 10). Na portalu Metacritic średnia ocen z 19 recenzji wyniosła 28 punktów na 100.